# Ectasiocnemis laciniata
Ectasiocnemis laciniata is een keversoort uit de familie bloemspartelkevers (Scraptiidae). De wetenschappelijke naam van de soort is voor het eerst geldig gepubliceerd in 1961 door Franciscolo.